# Ehlo Huang
Ehlo Huang (chino tradicional: 黄玉荣, pinyin: Huang Yu Rong, 1 de abril de 1977) es un actor y cantante taiwanés miembro del grupo 183 Club.

## Filmografía

### TV Series
| Año  | Título en inglés                 | Título en chino | Personaje                     | Nota                               |
| ---- | -------------------------------- | --------------- | ----------------------------- | ---------------------------------- |
| 2003 | Holding Hands Towards Tomorrow   | 牽手向明天      | Li Bo Shan                    |                                    |
| 2004 | In Love With A Rich Girl         | 愛上千金美眉    | Justin                        |                                    |
| 2004 | Heaven's Wedding Gown            | 天國的嫁衣      | 阿Ken                         |                                    |
| 2005 | The Prince Who Turns into a Frog | 王子變青蛙      | Yu Rong as Li Da Wei (李大偉) | 3rd Highest rating Taiwanese drama |
| 2006 | Magicians Of Love                | 愛情魔髮師      |                               |                                    |
| 2007 | My Lucky Star                    | 放羊的星星      | Zhao Shi San (趙十三)         |                                    |

### Películas
- Tai Bei Wang Jiu Chao Wu 臺北晚九朝五